# Munkacz
Munkacz (Mąkacz) – część miasta Jordanów, położona na północny zachód od centrum miasta, w rejonie ulicy 3 Maja.

## Historia
Dawniej samodzielna miejscowość w gminie jednostkowej Bystra w powiecie myślenickim (okręg sądowy Jordanów). W II RP w województwie krakowskim, początkowo w powiecie myślenickim, a od 1 stycznia 1924 w powiecie makowskim.
1 kwietnia 1929 Munkacz wyłączono z gminy Bystra, włączając go do Jordanowa.